# Schismatoglottis wallichii
Schismatoglottis wallichii är en kallaväxtart som beskrevs av Joseph Dalton Hooker. Schismatoglottis wallichii ingår i släktet Schismatoglottis och familjen kallaväxter. Inga underarter finns listade.

## Bildgalleri

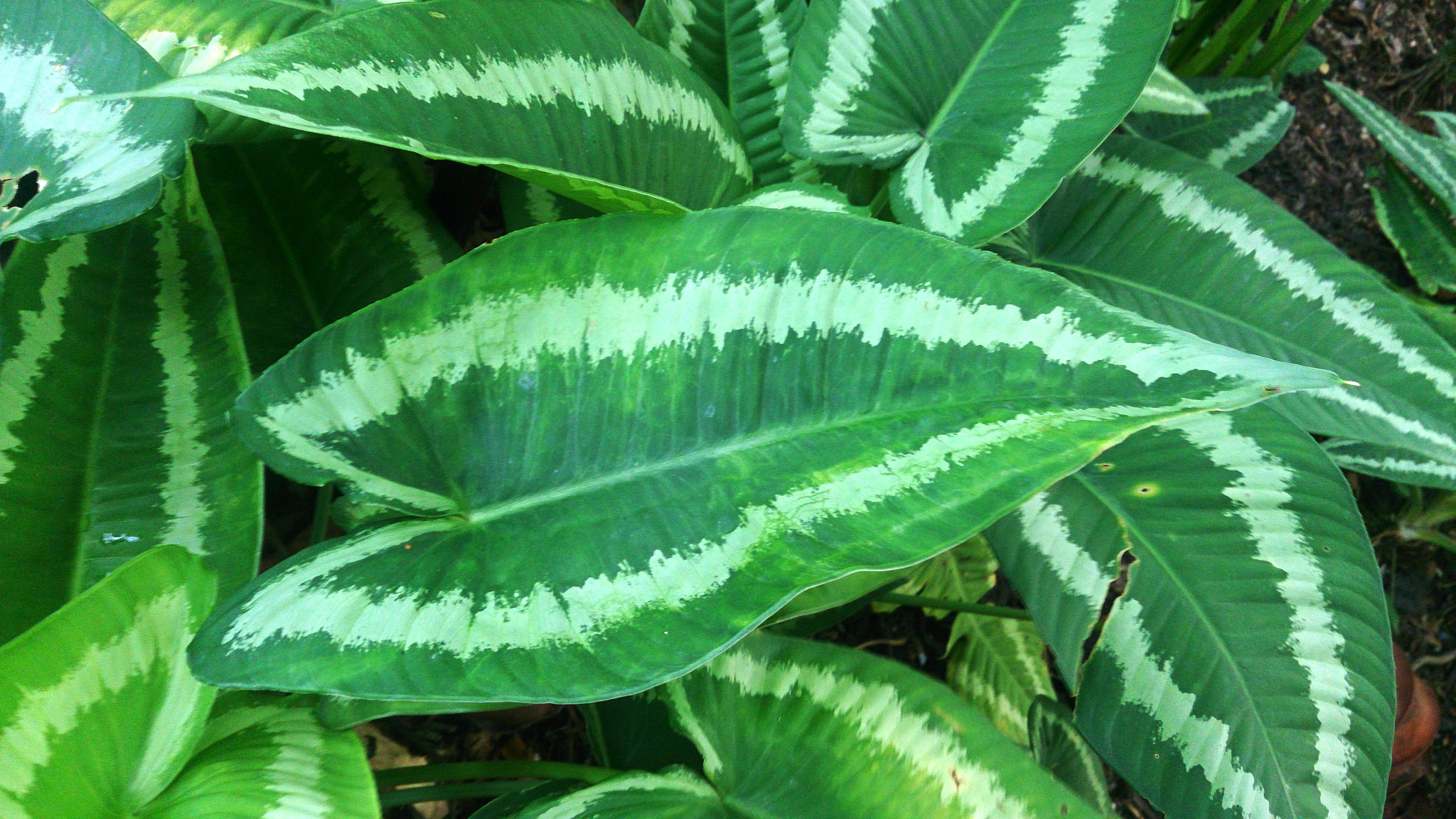
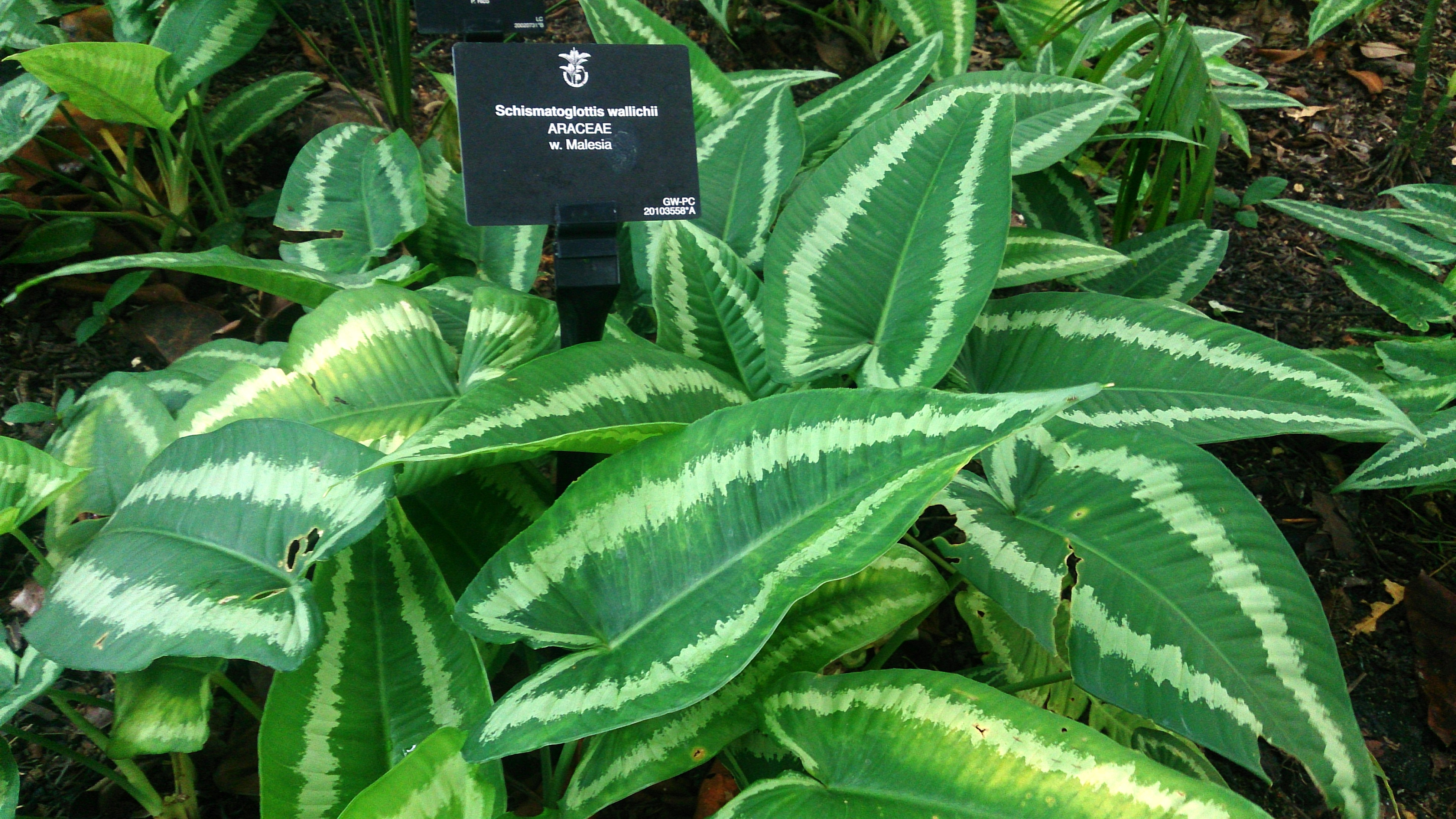